# Ballerina (film, 2025)
Pour les articles homonymes, voir Ballerina.
Série John Wick
John Wick : Chapitre 4
(2023)
Pour plus de détails, voir Fiche technique et Distribution.
Ballerina, ou Ballerine au Québec, est un film d'action américain réalisé par Len Wiseman et sorti en 2025.
Il s'agit d'un film dérivé de la franchise John Wick. Ana de Armas y tient le rôle principal de Eve Macarro. L'histoire se déroule en parallèle au troisième film John Wick Parabellum.

## Synopsis
Après la mort de son père, ayant été mortellement blessé, Eve Macarro, à présent orpheline, est recrutée dans la Ruska Roma, organisation criminelle puissante dont son père faisait partie. La jeune fille, qui, jusqu'alors se destinait au ballet, commence sa formation d'assassin, afin de venger son père.

## Fiche technique
Sauf indication contraire, les informations mentionnées dans cette section peuvent être confirmées par les bases de données cinématographiques IMDb et Allociné,  présentes dans la section « Liens externes ».
- Titre original : Ballerina
  - Titre promotionnel original : From the World of John Wick: Ballerina
  - Titre promotionnel français : De l'Univers de John Wick : Ballerina
- Titre québécois : Ballerine[1]
  - Titre promotionnel québécois : De l'Univers de John Wick : Ballerine
- Réalisation : Len Wiseman
- Scénario : Shay Hatten, d'après une histoire de Shay Hatten et d'après les personnages créés par Derek Kolstad
- Musique : Tyler Bates et Joel J. Richard
- Direction artistique : Helen Strevens et Marie Strnadova
- Décors : Philip Ivey
- Costumes : Tina Kalivas
- Photographie : Romain Lacourbas
- Son : Petr Cechák, Robert Dufek, Petr Forejt
- Montage : Jason Ballantine
- Production : Basil Iwanyk, Erica Lee et Chad Stahelski
  - Production déléguée : Keanu Reeves, Kaley Smalley Romo et Kevan Van Thompson
- Sociétés de production : 87Eleven Entertainment, Lionsgate Films, Summit Entertainment et Thunder Road Films
- Sociétés de distribution : Lionsgate Films (États-Unis) ; Metropolitan Filmexport (France) ; The Searchers (Belgique) ; Ascot Elite Entertainment Group (Belgique)
- Budget : entre 80 et 90 millions dollars[2]
- Pays de production :  États-Unis
- Langue originale : anglais
- Format : couleur
- Genre : action, thriller
- Durée : 125 minutes[3]
- Dates de sortie[4] : 
  - France, Suisse romande : 4 juin 2025[5],[6]
  - États-Unis : 6 juin 2025
- Classification[7] :
  - États-Unis : R
  - France : interdit aux moins de 12 ans

## Distribution
- Ana de Armas (VF : Lutèce Ragueneau) : Eve Macarro
  - Victoria Comte (VF : Jaynélia Coadou) : Eve, jeune
- Ian McShane (VF : Philippe Catoire) : Winston Scott
- Keanu Reeves (VF : Jean-Pierre Michaël) : Jardani Jovonovich / John Wick
- Anjelica Huston (VF : Katia Tchenko) : la Directrice
- Gabriel Byrne (VF : Gabriel Le Doze) : le Chancelier
- Norman Reedus (VF : Emmanuel Karsen) : Daniel Pine
- Lance Reddick (VF : Thierry Desroses) : Charon
- Sharon Duncan-Brewster (VF : Esthèle Dumand) : Nogi
- Catalina Sandino Moreno (VF : Laetitia Coryn) : Lena
- Choi Soo-young : Katla Park
- Jung Doo-hong : Il Seong
- Waris Ahluwalia (VF : Serge Biavan) : L'Œil (The Eye en VO)
- David Castañeda (VF : Raphaël Cohen) : Javier Macarro
- Abraham Popoola (VF : Baptiste Marc) : Frank
- Juliet Doherty : Tatjana
- Anne Parillaud : la concierge à Prague (créditée au générique, présente dans la version longue)

## Production

### Genèse et développement
En juillet 2017, Lionsgate acquiert les droits du scénario de Shay Hatten intitulé Ballerina. Développé avec la société Thunder Road Films, le scénario est ensuite réécrit pour être inclus à la franchise John Wick. Le personnage principal, Rooney, est dès lors introduit dans le 3e volet, John Wick Parabellum, par un caméo d'Unity Phelan (en).
En octobre 2019, Len Wiseman est engagé comme réalisateur. Chad Stahelski — réalisateur et producteur des films John Wick — déclare que l'arrivée de Len Wiseman et son approche des scènes d'action va apporter de la variété à la franchise. Len Wiseman collabore notamment avec Shay Hatten pour retravailler le script. En avril 2022, le projet est officiellement annoncé par Lionsgate.
En juillet 2022, l'actrice Ana de Armas révèle avoir personnellement choisi Emerald Fennell pour participer au scénario.

### Attribution des rôles
En mai 2020, il est révélé que le studio est en quête d'une actrice pour le rôle principal. Chloë Grace Moretz est notamment évoquée. En octobre 2021, Ana de Armas est annoncée en négociations pour le rôle principal. Lors de la CinemaCon d'avril 2022, Lionsgate confirme officiellement Ana de Armas dans le rôle principal.
En novembre 2022, il est révélé que Keanu Reeves, Ian McShane, Lance Reddick et Anjelica Huston vont reprendre leurs rôles respectifs des précédents films,,,.
En décembre 2022, Catalina Sandino Moreno et Norman Reedus rejoignent la distribution dans des rôles non spécifiés,.

### Tournage
Initialement prévu pour l'été 2022, le  tournage débute le 7 novembre 2022 à Prague,,,.
La post-production démarre en février 2023. Un an plus tard, en février 2024, il est annoncé que le producteur Chad Stahelski souhaite retravailler le film avec le tournage de nouvelles séquences d'action avec le réalisateur Len Wiseman. L'acteur Ian McShane explique à propos de cela :

« Nous allons à Budapest, et ce ne sont pas des reshoots, mais de nouvelles séquences. C’est un nouveau tournage. Vous savez, ils doivent protéger la franchise. Nous avons tourné le film il y a environ un an. Et ils l’ont examiné, puis Chad est arrivé. Et ils veulent améliorer les choses parce qu’ils doivent protéger [la franchise]. Keanu est dedans aussi, et le film se passe entre le troisième et le quatrième John Wick. »

### Musique
En avril 2023, Marco Beltrami et Anna Drubich sont annoncés comme compositeurs. Le premier avait déjà travaillé avec Len Wiseman on Underworld 2 : Évolution (2006) et Die Hard 4 : Retour en enfer (2007). Cependant, en septembre 2024, le duo est remplacé par les compositeurs des précédents films de la saga, Tyler Bates et Joel J. Richard. En mai 2025, la chanson Hand That Feeds, interprétée par Halsey et Amy Lee, sort en single,.

## Sortie

### Dates de sortie
Le film devait initialement sortir en juin 2024. Cependant, en février 2024, il est annoncé que la sortie est repoussée à juin 2025. Il est précisé que cela est lié au tournage de nouvelles séquences d'actions additionnelles chapeautées par Chad Stahelski, le réalisateur et producteur des films John Wick.

## Version longue
Au moment de la sortie en salles du film, le réalisateur Len Wiseman explique que de nombreuses scènes ont été coupées, dont celle mettant en scène Anne Parillaud : « J'ai dû couper sinon j'avais une version de 4 heures. On a dû retirer la scène d'Anne Parillaud mais elle sera bien présente dans la version longue du film. [...] J'ai grandi avec Nikita, Ripley ou Sarah Connor. J'ai écrit à Anne Parillaud pour lui dire à quel point Nikita m'a inspiré et a inspiré Underworld. C'était un tel plaisir de tourner avec elle. »